# Период 1 на периодичната система
Период 1 на периодичната система е първият от редовете (периодите) на периодичната система. Периодичната система е изложена в периоди, за да се илюстрират повтарящите се тенденции в химично поведение на елементите с увеличаването на техните атомни номера. Нов ред започва тогава, когато химичните свойства започват да се повтарят. Елементите с подобни свойства попадат в една вертикална колона – група. Първият период съдържа най-малък брой елементи в сравнение с останалите периоди в таблицата. Елементите в този период са водород и хелий. Тази ситуация може да бъде обяснена чрез съвременната теория на атомната структура. В квантово-механичното описание на атомна структура този период отговаря на запълването на 1s орбиталите. Елементите от период 1 се нуждаят от два електрона, за да бъде завършен техният най-външен валентен слой. Максималния брой електрони, които тези елементи могат да имат са два, като и двата са в 1s орбиталата. Следователно, в период 1 може да има само два елемента.

## Периодични тенденции
| Електронна конфигурация на водород |  | Електронна конфигурация на хелий |
| Водород                            |  | Хелий                            |

Всички други периоди в периодичната система съдържат поне осем елемента, и това често предпоставя повтарянето на тенденции в следващите периоди. Период 1 съдържа само два елемента, така че това правило тук не намира приложение.
От гледна точка на вертикална посока, надолу по групи, хелият може да се разглежда като типичен благороден газ, докато свойствата на водорода са твърде различни от всички останали елементи, поради което е трудно поставянето му в определена група.

## Разположение на елементите от период 1 на периодичната система
Въпреки че и водорода, и хелия са в s-блока, нито един от двата елемента не наподобява по свойства останалите елементи от s-блока. Свойствата им са толкова различни от тези на останалите елементи, че съществуват разногласия по отношение на това, къде тези два елемента трябва да бъдат поставени в периодичната таблица.
Водородът понякога се поставя над лития, над въглерода, или над флуора, а понякога се поставя, както над лития, така и над флуора. В някои случаи се оставя, като плаващ над другите елементи и не се причислява към нито една от групите в периодичната система.
Хелият почти винаги се поставя над неона (който е в p-блока) в периодичната таблица като инертен газ, въпреки че, понякога бива поставян и над берилия, поради сходството в електронната конфигурация.

## Елементи от период 1
| Химичен елемент | Химичен елемент | Химичен елемент | Химическа серия | Електронна конфигурация |
| --------------- | --------------- | --------------- | --------------- | ----------------------- |
| 1               | H               | Водород         | Неметал         | 1s1                     |
| 2               | He              | Хелий           | Благороден газ  | 1s2                     |

### Водород
Водородът (Н) е химичен елемент с атомен номер 1. При стандартна температура и налягане, водородът е без цвят, без мирис, без вкус, неметал, силнозапалим двуатомен газ – H2. Атомната му маса е 1,00794 u. Той е най-лекият елемент.
Водородът е най-разпространеният от всички химични елементи, съставляващ повече от 75% от масата на Вселената. Звездите са съставени главно от водород, в плазмено състояние. Елементарен водород е сравнително рядко явление на Земята, и получаването му се извършва от въглеводороди, като метан, след което молекулният водород се „захваща“. Друг метод е крекингът на амоняк, основно използван, при производството на торове. Водород може да се получи и от водата с помощта на процеса електролиза, но този процес е значително по-скъп, в сравнение с производство на водород от природен газ.
Най-често срещаният в природата изотоп на водорода, познат като протий, е съставен от един протон, един електрон. В съединения, той може да отдаде електрон, превръщайки се в катион, или да приеме един електрон, водейки до образуване на хидриден анион. Водорода може да образува връзки с повечето елементи. Водорода е най-често срещан във водата и повечето органични съединения. Той играе особено важна роля в киселинно-основните процеси, за обмен на протони между разтворените молекули. Като единствения неутрален атом, за който уравнението на Шрьодингер, може да се реши аналитично, изучаването на енергетиката и спектъра на атома на водорода, играе ключова роля в развитието на квантовата механика.
Взаимодействието на водорода с различни метали играе съществена роля в металургията, тъй като много метали могат да страдат от т.нар. „водородна крехкост“, а също така и в разработването на начини за съхраняването и използването му, като гориво. Водородът е разтворим в много съединения, съдържащи редкоземни и преходни метали, като може да се разтваря и в някои кристални и аморфни метали. Разтворимостта на водорода в металите се влияе от частични изкривявания и примеси в метална кристална решетка.

### Хелий
Хелият (He) e безцветен газ, без мирис и вкус, нетоксичен, инертен едноатомен химичен елемент, който е първи в групата на благородните газове в периодичната система, чийто атомен номер е 2. Хелият е с най-ниските точки на кипене и топене от всички елементи, и той съществува само под формата на газ, като при някои особени условия, е възможно да бъде втечнен.
Хелият е открит през 1868 г. от френския астроном Пиер Жансен, който открива вещество с неизвестна жълта спектрална линия, под действието на светлина от слънчево затъмнение. През 1903 г., големи запаси от хелий са били намерени в находища на природен газ в САЩ, който, към днешна дата, е и най-големият доставчик на хелий. Хелият се използва в криогениката, в дълбоководните дихателни системи, за охлаждането на свръхпроводникови магнити, в хелиевото датиране, при надуването на балони, при излитането на дирижабли, както и при електродъгово заваряване. Много малко количество газ, временно променя тембъра и качеството на гласа на човека. Свойствата на течен хелий са важни за изследователите, изучаващи квантовата механика и явлението сверхтечливост, и по-специално за тези, които искат да се проучат ефектите върху материята, на температури близки до абсолютна нула – свръхпроводимост.
Хелият е вторият най-лек и най-разпространен елемент във Вселената. Повечето хелий се е образувал по време на Големия Взрив, но хелий е постоянно създаван в резултат на термоядрен синтез на водород в звездите. На Земята, хелият е сравнително рядко срещан и се създава, при естествен разпад на някои радиоактивни елементи, тъй като алфа частиците са всъщност хелиево ядро. Този радиогенен хелий бива захванат с природен газ, в концентрация до седем процента обемни части, от които хелият се извлича, чрез нискотемпературна фракционна дестилация.